# Pasquale Amato

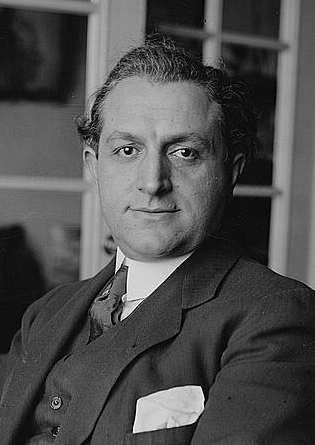
Pasquale Amato.

Pasquale Amato (21 de marzo de 1878 en Nápoles -12 de agosto de 1942 en Jackson Heights, Queens) fue un barítono italiano de gran reputación internacional, especialmente famoso en el Metropolitan Opera donde cantó desde 1908 a 1921.

## Biografía
Se educó en el Conservatorio de San Pietro a Maiella con Beniamino Carelli y Vincenzo Lombardo (que fue profesor de Enrico Caruso). 
Debutó en 1900 en el Teatro Bellini de Nápoles como Germont en La traviata seguido por actuaciones en Génova y Roma además de Montecarlo, Alemania y Argentina. En 1904, cantó en Covent Garden, donde nunca regresó.
En 1907 fue invitado a La Scala de Milán dirigido por Arturo Toscanini siendo seleccionado para el centenario de Verdi en Busseto donde cantó La traviata y Falstaff con Toscanini. Además sumó a su repertorio Amonasro en Aida, La bohème, Rigoletto, Pelléas et Mélisande, Kurwenal en Tristan und Isolde, Scarpia en Toscay Barnaba en La Gioconda.
En 1912 cantó en el Teatro Colón de Buenos Aires como Kurwenal de Tristan, Scarpia, Amonasro, Germania, Falstaff y Gunther de El ocaso de los dioses todos bajo la dirección de Arturo Toscanini.
Había debutado en el Metropolitan Opera en 1908 cantando además de su repertorio habitual Armide , con Olive Fremstad, Enrico Caruso, Louise Homer y Alma Gluck y creando el papel de Jack Rance en el estreno mundial de La fanciulla del West, scon Caruso, Emmy Destinn, Dinh Gilly y Antonio Pini-Corsi.
Su llegada a Nueva York en 1912 junto a Titta Ruffo, Antonio Scotti, William Hinshaw, y Lucrezia Bori, fue especialmente celebrada.
En 1913, Amato creó Cyrano de Bergerac de Walter Damrosch; cantó en Un ballo in maschera con Caruso, Destinn, Margarete Matzenauer y Frieda Hempel, Mefistofele, La Gioconda, y Escamillo in Carmen, con Geraldine Farrar, Caruso y Alda, L'amore dei tre re y creó Napoléon en Madame Sans-Gêne y Francesca da Rimini (con Alda y Giovanni Martinelli).
Se retiró en 1920 a Italia debido a exceso de esfuerzo vocal, regresando en 1933 como Germont. 
En 1935, fue nombrado maestro de estudios vocales en la Universidad de Louisiana.